# Laster
Das Laster (vom althochdeutschen lastar für „Schande“ oder „Fehler“), ursprünglich eigentlich Untauglichkeit und Mangelhaftigkeit, ist eine schlechte Angewohnheit, von der jemand beherrscht wird. Oft bezeichnet es auch eine ausschweifende Lebensweise.
Der Begriff ist eine ethische Wertung menschlichen Verhaltens, welches – im Gegensatz zur Tugend – als schädlich für den Einzelnen oder die Gemeinschaft angesehen wird. Es wird dabei manchmal auf eine mögliche pathologische Wurzel des Missverhaltens gewiesen (z. B. Alkoholismus) und dessen moralische Verwerflichkeit benannt.
Im weiteren Sinn ist ein Laster das Gegenteil einer Tugend und wird auch Untugend genannt. Im engeren Sinn „die zur Leidenschaft ausgearteten, das natürliche Maß überschreitenden Neigungen und Willensrichtungen“. Dies wird im Deutschen häufig mit den Morphemen „Sucht“ und „Gier“ ausgedrückt: Herrschsucht, Streitsucht, Habgier, Geldgier etc.
Was als Laster angesehen wird, ist stark abhängig von der kollektiven Meinung innerhalb einer Gruppe und der kulturellen bzw. religiösen Prägung der Gesellschaften. So werden einige gängige westliche Verhaltensweisen, z. B. der relativ freie Umgang der Geschlechter miteinander, in islamischen oder fernöstlichen Gesellschaften als lasterhaft bewertet.

## Traditionelles Verständnis

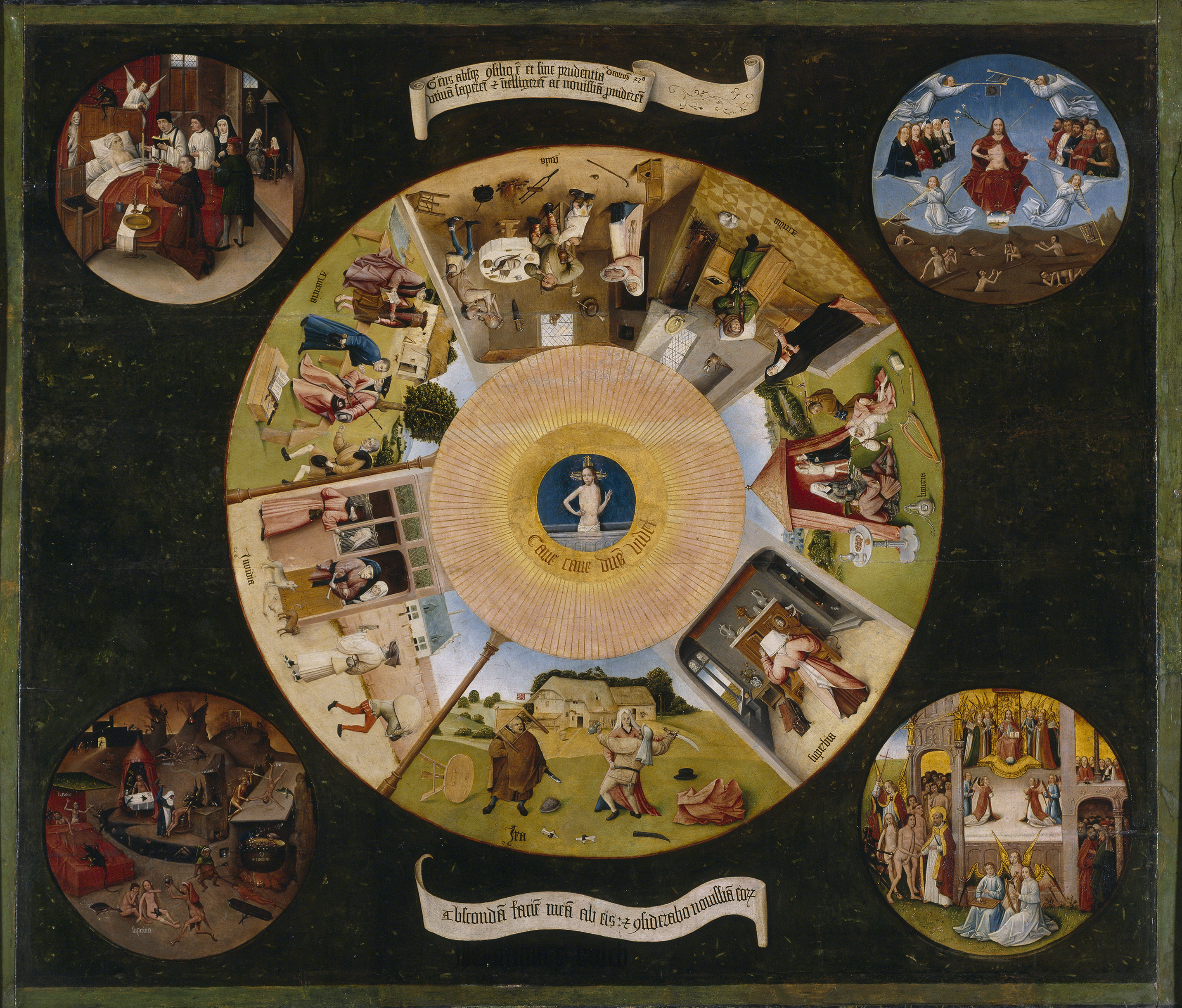
Hieronymus Bosch: Darstellung der sieben Hauptlaster und der Vier letzten Dinge auf einer Tischplatte.

Die älteste heute noch bekannte Schilderung vom Kampf der Tugenden mit den Lastern ist ein Epos aus dem 5. Jahrhundert, die Psychomachia des Prudentius. Die Tugenden (z. B. Glaube, Keuschheit, Demut, Hoffnung, Vernunft, Geduld, Mäßigung, Mildtätigkeit und Einigkeit) kämpfen in sieben verschiedenen Schlachten mit den Lastern (z. B. Aberglaube, Wollust, Zorn, Stolz, Betrug, Zügellosigkeit, Habgier, Zwietracht) und besiegen die Laster.

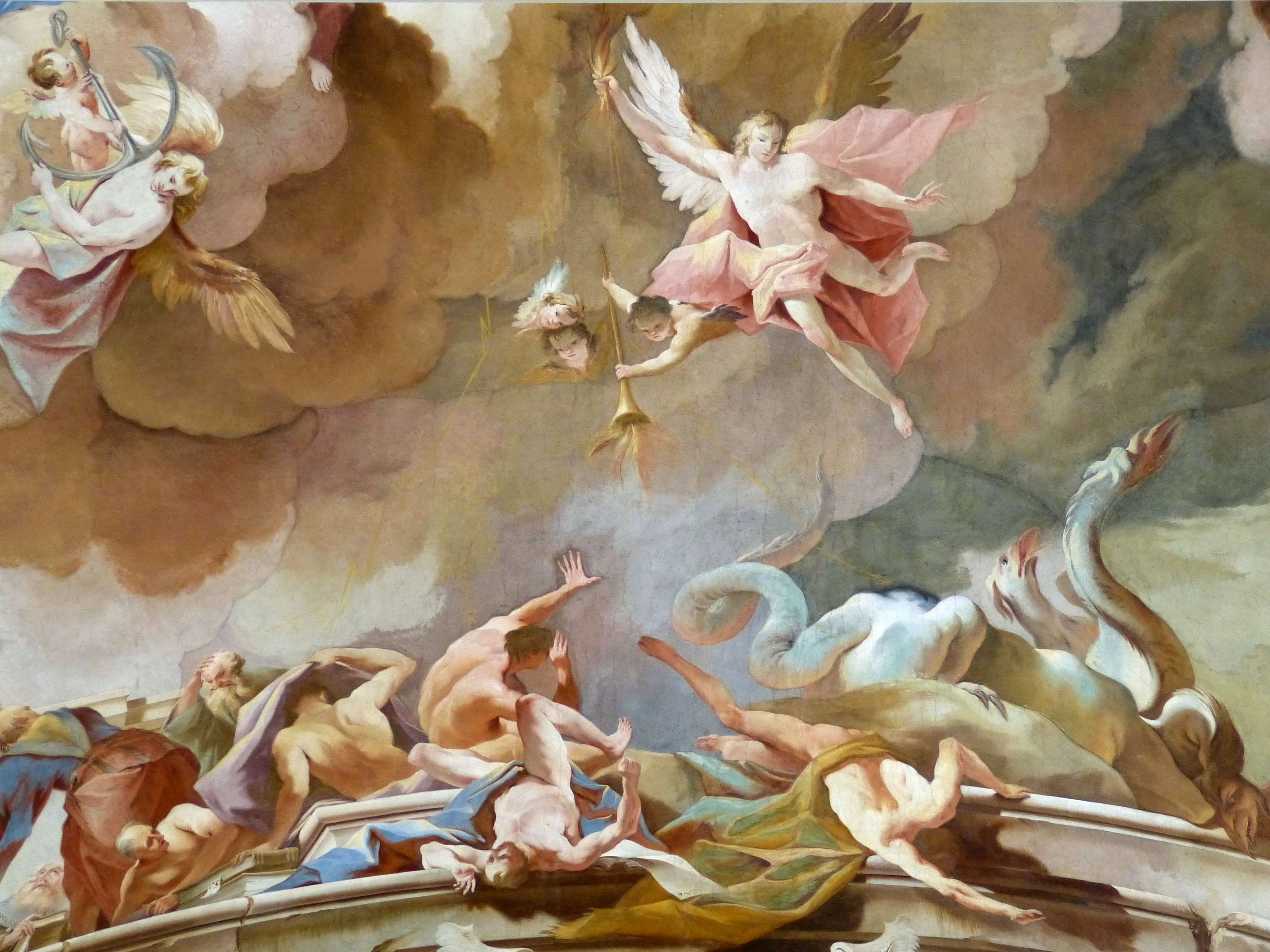
Fall der Laster, Klosterkirche Fürstenzell (Niederbayern)

Die Geschichte der Laster beginnt, gemäß alten Lasterkatalogen, in der ägyptischen Wüste. Evagrius Ponticus (345–399), ein gelehrter Anachoret des 4. Jahrhunderts, erarbeitete aufgrund von neuplatonischen und gnostischen Elementen einen Achtlasterkatalog. Die acht Laster gastrimargía (Gaumenlust), porneía  (Unzucht), philarguría  (Geldgier), lúpe (Traurigkeit), orgé (Zorn), akedía (Trägheit), kenodoxía (Ruhmsucht) und huperephanía (Stolz) verstand Evagrius als ‚böse Gedanken‘, die Dämonen einsetzten, um Einsiedler von ihrem Ziel abzulenken, die apatheia zu erreichen. Dieses Lasterschema wurde von Johannes Cassian (360–435) übernommen und damit dem lateinischen Westen überliefert.
Zwei Jahrhunderte später wurde die Lasterlehre von Papst Gregor dem Großen (~540–604) in seiner Moralia in Iob einer grundlegenden Wandlung unterzogen. Gregor kannte vermutlich Cassians Lasterkatalog, nimmt aber nur sieben Hauptlaster an, wobei diesen Hauptlastern der Stolz (superbia) als regina oder radix übergeordnet wird, aus der die anderen Laster entspringen. Ferner führt Gregor den Neid (invidia) als neues Laster ein und fasst acedia und Traurigkeit (lúpe, tristitia) zu einem einzigen Laster, der tristitia, zusammen. Er unterschied fünf geistliche Laster (Superbia = Hochmut, Ira = Zorn, Invidia = Neid, Avaritia = Geiz, Acedia = Faulheit) und zwei fleischliche Sünden (Gula = Völlerei, Luxuria = Wollust).
Gregors Lasterkatalog hatte einen kaum zu überschätzenden Einfluss auf die christliche Literatur des Abendlandes, wobei dieser Katalog häufig mit demjenigen Cassians kombiniert wurde. Im 12. Jahrhundert wurden die verschiedenen Modelle vereinheitlicht und eine leicht korrigierte Fassung des Gregorianischen Lasterkatalogs mit sieben Lastern setzte sich durch.
Die sieben Laster Stolz (superbia), Neid (invidia), Zorn (ira), Trägheit (acedia), Geiz (avaritia), Völlerei (gula) und Wollust (luxuria) wurden seit dem 12. Jahrhundert in einer großen Fülle von theologischen Abhandlungen, pastoralen Schriften (Predigthandbücher, Bußbücher etc.) und literarischen Werken beschrieben. Der Erfolg dieses Lasterkatalogs hielt bis zum 15. Jahrhundert an und verschwand dann allmählich, ohne freilich je vergessen zu gehen. Wenn heute an die sieben Hauptlaster erinnert wird, dann ist damit in erster Linie eine mittelalterliche Lehre gemeint, die vor allem im 12. bis 15. Jahrhundert die gelehrte Diskussion prägte und auch das alltägliche Leben beeinflusste.
Die Darstellungen von Lastern und Tugenden sind eine Quelle für die Beschreibung der menschlichen passiones (Leidenschaften).

## Kants drei Laster
Nach Ansicht des Philosophen Otfried Höffe richtet sich Immanuel Kant mit den von ihm in seiner Anthropologie in pragmatischer Hinsicht 1798 als Laster bezeichneten Vorwürfen gegen innere Barrieren, besonders gegen Faulheit und Feigheit. Was Faulheit betrifft, sei man nach Kant zu bequem, das durchaus beschwerliche Geschäft des Selberdenkens auf sich zu nehmen. Bezüglich des zweiten Lasters Feigheit, also des mangelnden Mutes, fordert er indirekt dazu auf, den Mut doch gemäß der Einsicht aufzubringen, dass die Aufforderung schon zur Hälfte so viel ist, als ihn einzuflößen. Als drittes Laster nennt Kant die Falschheit.

## Epistemische Laster
Einige Autoren führen die Neigung, an Verschwörungstheorien und Falschinformationen zu glauben, auf „epistemische Laster“ zurück. Dies seien Charaktereigenschaften, die den Erwerb und die Weitergabe von Wissen behindern könnten. Dazu rechnen sie Gleichgültigkeit gegenüber der Wahrheit und Starrheit bezüglich der eigenen Glaubensgrundsätze.